# Moraspungo
Moraspungo ist eine Ortschaft und eine Parroquia rural („ländliches Kirchspiel“) im Kanton Pangua der ecuadorianischen Provinz Cotopaxi. Die Parroquia besitzt eine Fläche von 437,3 km². Die Einwohnerzahl lag im Jahr 2010 bei 12.376.

## Lage
Die Parroquia Moraspungo liegt an der Westflanke der Cordillera Occidental. Das Gebiet liegt in Höhen zwischen 90 m und 2157 m. Der Río Piñanato, linker Quellfluss des Río Umbe, fließt entlang der südlichen Verwaltungsgrenze in Richtung Westsüdwest. Der Río Calope begrenzt das Verwaltungsgebiet im Norden und im nördlichen Westen. Der 350 m hoch gelegene Hauptort befindet sich 16 km westsüdwestlich vom Kantonshauptort El Corazón.
Die Parroquia Moraspungo grenzt im Norden an das Municipio von La Maná, im Nordosten an die Parroquia El Tingo (Kanton Pujilí), im Osten an die Parroquias Ramón Campaña und El Corazón, im Süden an die Provinz Bolívar mit den Parroquias Facundo Vela und San Luis de Pambil (beide im Kanton Guaranda) und dem Kanton Las Naves sowie im Westen an die Provinz Los Ríos mit dem Kanton Quinsaloma.

## Orte und Siedlungen
In der Parroquia gibt es folgende Barrios:
- Centro
- La Dolorosa
- Las Mercedes
- San Alberto
- San Jacinto
- Santa Lucía
- Santa Martha

Ferner gibt es folgende Recintos:
- Balcón del Cerro
- Bella Vista
- Calabicito
- Calope de Garrido
- Calope de Muñoz
- Catazacón
- Chuquiraguas
- Colinas de Dios
- Cristo Resucitado
- Dos de Noviembre
- El Deseo
- El Guabo
- El Limón
- El Rosal
- Esperanza de Jalligua
- Estero de Damas
- Estero Hondo
- Guapara
- Guaparita
- Isabel María
- Jalligua Alto
- Jesús del Gran Poder
- La Envidia
- La Lorenita
- La Nueva Unión
- Las Juntas
- Las Peñas
- Libertadores de Sillagua
- Los Ángeles
- Los Laureles
- Luz de Pangua
- Luz de Sillagua
- Miradores de Sillagua
- Nueva Victoria
- Nuevo Porvenir
- Palo Seco
- Piedacita
- Piedra de la Cruz
- Providencia Alta
- Providencia Baja
- Punta Brava
- Punta de Calabí
- San Antonio de Guapara
- San Fernando
- San Francisco de las Peñas
- San Francisco de Sillagua
- San José de Sillagua
- San Miguel de Sillagua
- Santa Rosa Alta
- Santa Rosa Baja
- Sillagua Guaparita-La Unión
- Tres Esteros
- Valle Alto

## Geschichte
Die Parroquia Moraspungo wurde am 31. Mai 1938 gegründet.